# 보리스 로텐베르크
보리스 로마노비치 로텐베르크(러시아어: Борис Романович Ротенберг; 1957년 1월 3일 ~ )는 러시아의 사업가이자 올리가르히이다. 그는 러시아에서 가스 파이프라인 및 전력 공급선 건설 회사 중 가장 큰 SGM(StroyGazMontazh) 그룹의 공동 소유자(형 아르카디 로텐베르크와 함께)이다. 그는 2016년 포브스에 의해 순자산 10억 7천만 달러로 러시아에서 69번째 부자로 선정되었다. 그는 블라디미르 푸틴 대통령의 가까운 측근으로 여겨진다.
2014년 러시아의 크림반도 합병 이후 로텐베르크는 미국 정부의 제재를 받았다. 2022년 러시아의 우크라이나 침공 이후 영국 정부도 로텐베르크에게 제재를 가했다.

## 경력
로텐베르크는 1957년 유대인 혈통의 가족에게서 태어났다. 그는 1968년부터 1978년까지 무술, 특히 유도에 매우 적극적으로 참여했다. 그는 블라디미르 푸틴과 함께 훈련했고 소련을 위해 여러 상을 받았다. 1992년, 그는 헬싱키에서 프로 유도 트레이너가 되었다. 1998년, 그는 상트페테르부르크로 돌아왔다.
2001년, 그와 그의 형은 40개의 러시아 도시에서 100개 이상의 지점을 운영하는 SMP 은행을 설립했는데, 그 중 절반 이상이 모스크바 지역에 있다. SMP는 900개 이상의 ATM 기계의 운영을 감독한다.
블라디미르 푸틴과의 친분으로 인해 그의 회사는 가스프롬과 긴밀하게 연계되었다. 로텐베르크는 푸틴의 지도하에 강력한 에너지 로비인 상트페테르부르크 커넥션의 일원이다.
그는 소치 동계 올림픽을 위한 20개의 건설 프로젝트에 참여했으며, 그 가치는 50억 유로에 달한다. 가장 큰 건설 현장은 많은 스포츠 경기장을 위해 올림픽 공원이 건설된 아들레르로 가는 해안 고속도로였다.
2013년 7월부터 2015년 7월 17일까지 로텐베르크는 FC 디나모 모스크바의 회장이었다. 그는 또한 러시아 유도 연맹의 회장이기도 하다. 디나모를 떠난 후 그는 다른 축구 클럽인 FC 디나모 상트페테르부르크를 인수했는데, 이 클럽은 결국 소치로 이전되어 PFC 소치라는 이름으로 러시아 프리미어리그 2019-20 시즌에 승격되었다.
러시아의 크림반도 합병의 결과로 버락 오바마 휘하의 미국 연방 정부는 로텐베르크 형제와 러시아 대통령의 다른 가까운 친구들, 즉 세르게이 이바노프 (정치인)와 겐나디 팀첸코를 블랙리스트에 올렸다. 2014년 7월, 유럽 연합 또한 러시아에서 크림 자치 공화국으로 이어지는 다리 건설의 타당성 조사를 수행한 보리스 로마노비치 로텐베르크의 회사 Giprotransmost를 블랙리스트에 올렸다.
2014년 3월 27일, 비자 (기업)와 마스터카드는 SMP 은행, 인베스트캐피탈뱅크, 인베스티치오니 수유즈(투자 연합) 은행에 대한 보이콧을 실행했다. 그러나 며칠 후, 이 기관들이 미국 재무부가 경제 제재를 도입하는 기준을 충족하지 못한다고 발표되었다.
로텐베르크는 파나마 페이퍼스에서 언급되었다.
로텐베르크는 핀란드 시민권도 가지고 있다.
2020년 1월, 핀란드 국영 방송 YLE은 로텐베르크가 헬싱키 지방법원에서 핀란드 은행 네 곳을 상대로 한 소송에서 패소했다고 보도했다. 로텐베르크는 은행들이 그에게 기본적인 은행 서비스를 제공하지 않아 핀란드 계좌를 이용해 소액의 송금조차 할 수 없었다고 불평했다. 헬싱키 지방법원은 로텐베르크가 유럽 경제 지역에 영구 거주하지 않으므로 기본적인 은행 서비스를 받을 권리가 없다고 판결하여 소송을 해결했다. 로텐베르크는 네 은행의 소송 비용 53만 유로를 지불하라는 명령을 받았다.
2022년 2월 22일, 보리스는 조카 이고르 로텐베르크와 함께 2021-2022년 러시아-우크라이나 위기의 결과로 영국 정부의 제재를 받았다. 3월 3일, 미국은 로텐베르크, 그의 아내, 아들들에게 제재를 가했다. 2022년 4월, 로텐베르크는 EU의 제재를 받았다.

## 모터스포츠
SMP 은행은 SMP 레이싱이라는 브랜드로 자동차 경주팀을 후원해 왔다. 미하일 알레신, 세르게이 시로트킨, 비탈리 페트로프와 같은 러시아 드라이버들은 포뮬러 1, FIA 포뮬러 2 챔피언십, FIA 세계 내구 선수권 대회, 인디카 시리즈 및 유러피언 르망 시리즈에서 경쟁했다.
로텐베르크는 또한 경주용 자동차 제작사인 BR 엔지니어링을 소유하고 있다.
2024년, 로텐베르크는 러시아 자동차 연맹 회장으로 선출되었다.

## 재산
2022년 1월, 포브스는 그의 순자산을 12억 달러로 추산했다. 그는 M-ARRH로 등록된 봄바디어 챌린저 300을 소유했지만 2019년 크레디트 스위스에 압류되어 로텐베르크에게 제재가 가해진 후 부트슨 항공에서 판매용으로 시장에 나왔다.

## 사생활
보리스 로텐베르크의 형은 아르카디 로텐베르크이다.
로텐베르크 씨의 두 큰 아들은 SKA 상트페테르부르크 아이스하키 클럽의 마케팅 책임자인 로만 로텐베르크와 FC 로코모티프 모스크바의 축구 선수인 보리스 보리소비치 로텐베르크이다.
그의 조카인 이고르 로텐베르크(러시아어: Ротенберг, Игорь Аркадьевич; 1974년 9월 9일생)는 러시아의 억만장자 사업가이다.